# Găiseni
Găiseni è un comune della Romania di 5 444 abitanti, ubicato nel distretto di Giurgiu, nella regione storica della Muntenia.
Il comune è formato dall'unione di 4 villaggi: Cărpenișu, Căscioarele, Găiseni, Podu Popa Nae.